# عبد المهدي المنتفكي
عبد المهدي بن حسن بن عيسى آل شبر، هو سياسي عراقي، ولد في سنة 1889 في قرية أبو هاون قرب مدينة الشطرة في لواء المنتفك (محافظة ذي قار)، وهو والد رئيس الوزراء العراقي السابق عادل عبد المهدي.
غادر إلى مدينة النجف فدرس العلوم الإسلامية فقرأ المنطق والفقه وكتب التفسير والحديث، عاد إلى مدينته فأنشأ في ديوان والده مكتبة واسعة ضمت العديد من المصادر التاريخية والعلمية. 
انتسب إلى جمعية الصلاح التي مقرها مدينة البصرة.بعد احتلال المملكة المتحدة للعراق في الحرب العالمية الأولى، كان من الدعاة للاستقلال، فشارك في ثورة العشرين، وشارك في ميثاق وقّع عليه مع الشيخ موحان الخير الله والسيد دخيل سيد فياض وإبراهيم اليوسف وخيون العبيد وصكبان العلي وسلمان الشريف ومزعل الحميدة، كما وقّع عليه رؤساء الشويلات والقرة غول وخفاجة وبني سعيد.
استدعي عبد المهدي إلى بغداد واشتراك في وزارة جعفر العسكري الثانية التي شكّلها في 21 تشرين الثاني 1926، حيث شغل منصب وزير المعارف.
خلال شغله المنصب، أرسل أول بعثة دراسية للخارج، كما ساهم بأستقدام عدة مدرّسين عرب من مصر لغرض التدريس في مدارس العراق. كما حدثت أولى الفتن الطائفية في العراق وهي قضية أنيس النصولي.
في 8 حزيران 1927، استقال عبد المهدي المنتفكي من منصب وزير المعارف بسبب قضية لائحة قانون الدفاع الوطني التي عارضها بخلال بقية الوزراء في الحكومة.
وبذل عبد المهدي المنتفكي جهودا لتهدئة الأوضاع المتأزّمة مع العشائر بسبب «قانون التجنيد الإجباري» الذي كانت تعارضه، فكانت طائرة خاصة تنقله من بغداد إلى المناطق المتوترة للوساطة بين الحكومة المركزية والمناوئين لها من العشائر. وقد قمع المتمردون بإشارة منه لوزير الداخلية.
كان لعبد المهدي المنتفكي دورا كبيرا في المجالس النيابية والبرلمانية، انتخب عن لواء المنتفك آنذاك ستة مرات، الأولى في المجلس النيابي الأول عام 1925، والدورة الثانية عام 1928، والثالثة عام 1933، والرابعة عام 1935، والخامسة سنة 1937، والسادسة 1939. كما انتخب عينا لمجلس الأعيان عدة مرات، علما أن تعيين العين يتم مباشرة من الملك.
كما شغل منصب نائب رئيس مجلس النواب للفترة 1948-1949.
كما سافر إلى سورية عام 1949 بمهمّة سياسية بأمر من الوصي على العرش عبد الإله بن علي ورئيس الوزراء علي جودت الأيوبي للدعوة إلى الوحدة بين العراق وسوريا.
في 6 حزيران 1957، كان عبد المهدي المنتفكي من نبه إلى إصابة صالح جبر بأزمة قلبية حادة في جلسة مجلس الأعيان أدت إلى وفاته.
توفي سنة 1972 وعمره 83 سنة.